# Hypognatha divuca
Hypognatha divuca Levi, 1996 è un ragno appartenente alla famiglia Araneidae.

## Etimologia
Il nome della specie è il risultato di un'arbitraria combinazione di lettere

## Caratteristiche
L'olotipo maschile rinvenuto ha dimensioni: cefalotorace lungo 1,31mm, largo 1,10mm; opistosoma lungo 2,1mm, largo 2,2mm.

## Distribuzione
La specie è stata reperita nel Perù centrale: nei pressi della zona di La Divisoria, nella regione di Huánuco.

## Tassonomia
Al 2014 non sono note sottospecie e dal 1996 non sono stati esaminati nuovi esemplari.